# Меллик, Вольдемар Юрьевич
Вольдемар Юрьевич Меллик (Мельник) (эст. Voldemar Mellik; 11 мая 1887 года, Пуртсе, Эстляндская губерния, Российская империя — 24 ноября 1949 года, Таллин, Эстонская ССР, СССР) — эстонский скульптор.

## Биография
Родился в деревне Пуртсе Эстляндской губернии Российской империи (ныне уезд Ида-Вирумаа, Эстония) в семье учителя сельской школы. С 1895 по 1898 год учился в сельской школе в Пуртсе, затем в Нарвской городской школе. В 1906 году, по окончании школы, начал работать в школе родной деревни.
В 1907 году поступил на учёбу в Санкт-Петербургском художественном училище Штиглица, затем учился в мастерской М. Чижова и М. Харламова, получил диплом магистра прикладного искусства и учителя рисования. Следующий год он провёл в качестве слушателя в Императорской Академии художеств и работал в качестве внештатного художника.
С 1918 года жил и работал в Эстонии. До 1921 года вёл уроки рисования в Эстонской молодежной образовательной гимназии для девочек, в реальной школе и на семинаре для учителей.
В течение 1920—1935 преподавал в Национальной художественной школе скульптуры и живописи. С 1920 года он был членом Художественного общества Палласа (председатель в 1924 году), с 1938 года — генеральным секретарем правительства Фонда изобразительных искусств и членом Совета фонда. Председатель Тартуского художественно-литературного клуба с 1934 г.
В 1940—1941 годах вёл занятия в Государственной школе прикладных искусств имени Яна Коорта, в 1942—1943 годах — в Таллинской школе изобразительного и прикладного искусства, в 1944—1949 годах — преподаватель Таллинского государственного института прикладного искусства, с 1945 года руководил отделом рисования.
Наряду с созданием скульптуры, играл важную роль в развитии эстонского искусства как педагог, в том числе как представитель реалистической школы рисования.
Похоронен на Лесном кладбище Таллина. Именем скульптора названа улица в Тарту.

## Известные работы

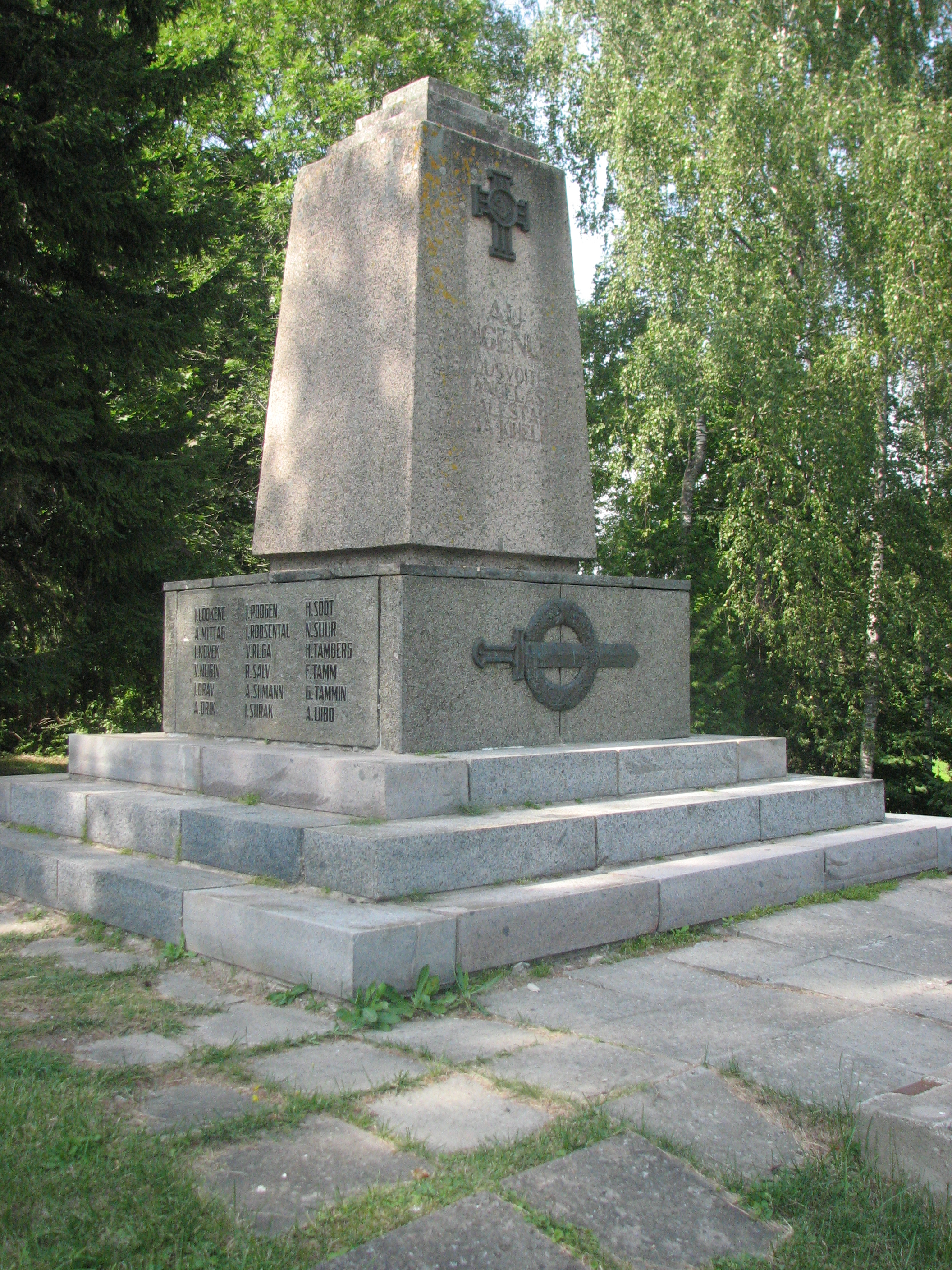
Монумент павшим в Освободительной войне (Отепя)

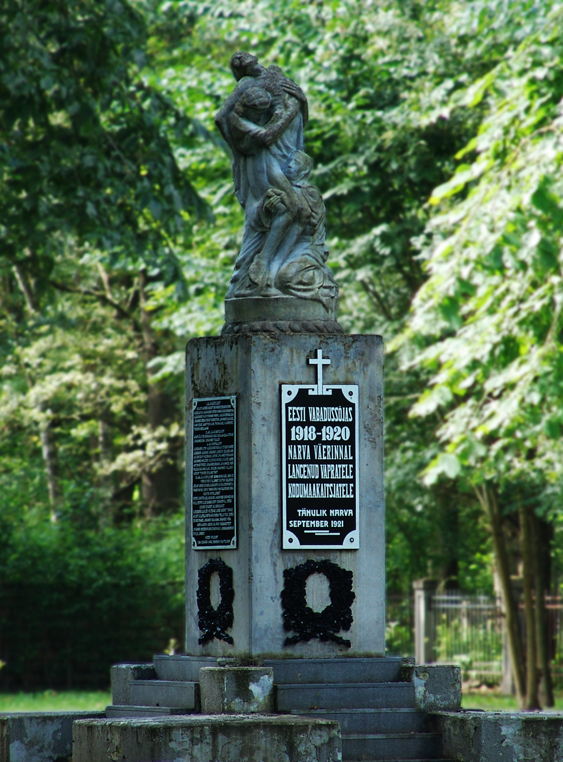
Монумент павшим в Освободительной войне (Нарва)

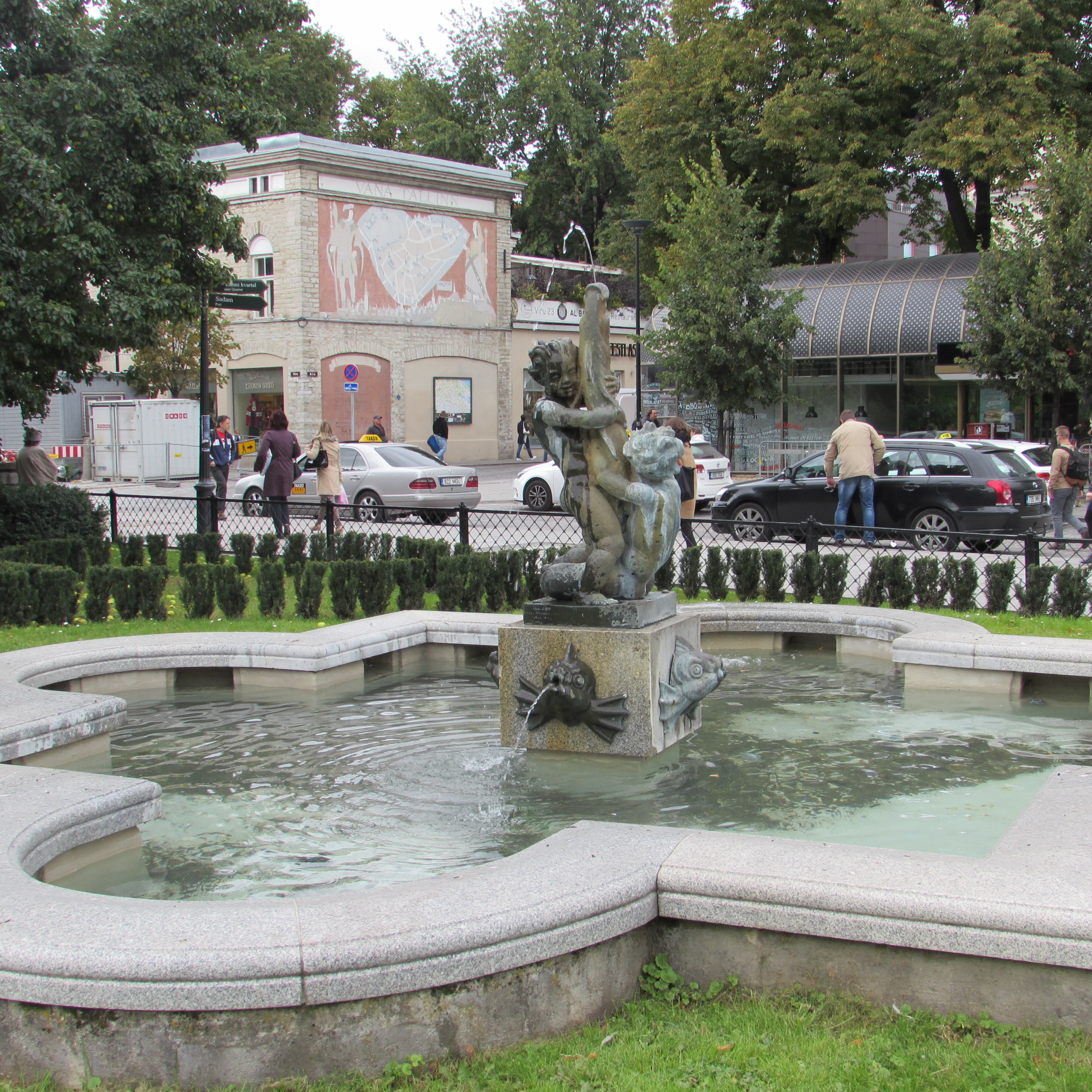
Таллин. Фонтан «Мальчики и рыба»

Памятник воинам, павшим в Освободительной войне (Отепя, 1928)
Памятник Фридриху Фельману в Тарту
Памятник погибшим в Освободительной войне (Нарва)
Надгробия Олафа Карро и Яана Кииге на кладбище Хийу-Раху
Фонтан «Мальчики и рыба» у парка Мусумяги в Таллине (1947)